# ایزاک فن در مرو
 ایزاک فن در مرو (انگلیسی: Izak van der Merwe؛ زادهٔ ۲۶ ژانویهٔ ۱۹۸۴) یک تنیس‌باز اهل آفریقای جنوبی است.